# DEFB126
DEFB126 (англ. Defensin beta 126) – білок, який кодується однойменним геном, розташованим у людей на короткому плечі 20-ї хромосоми. Довжина поліпептидного ланцюга білка становить 111 амінокислот, а молекулярна маса — 12 174.
| 10         |  | 20         |  | 30         |  | 40         |  | 50         |
| ---------- |  | ---------- |  | ---------- |  | ---------- |  | ---------- |
| MKSLLFTLAV |  | FMLLAQLVSG |  | NWYVKKCLND |  | VGICKKKCKP |  | EEMHVKNGWA |
| MCGKQRDCCV |  | PADRRANYPV |  | FCVQTKTTRI |  | STVTATTATT |  | TLMMTTASMS |
| SMAPTPVSPT |  | G          |  |            |  |            |  |            |

A: Аланін

C: Цистеїн

D: Аспарагінова кислота

E: Глутамінова кислота

F: Фенілаланін

G: Гліцин

H: Гістидин

I: Ізолейцин

K: Лізин

L: Лейцин

M: Метіонін

N: Аспарагін

P: Пролін

Q: Глутамін

R: Аргінін

S: Серин

T: Треонін

V: Валін

W: Триптофан

Кодований геном білок за функціями належить до антибіотиків, антимікробних білків. 
Задіяний у такому біологічному процесі, як запліднення. 
Секретований назовні.